# Eurinome
Eurinome (in greco antico: Εὐρυνόμη?, Eurynómē) è un personaggio della mitologia greca. È un'oceanina e titanide nonché dea dei prati e dei pascoli d'acqua.
Potrebbe essere identificata con la sposa di Ofione e sua omonima.

## Genealogia
Figlia di Oceano e di Teti ebbe da Zeus le Cariti.
Apollodoro, tra i figli della coppia aggiunge Asopo ma nello stesso passo in cui scrive di Asopo scrive anche di altri probabili genitori.

## Mitologia
Si prese cura di Efesto (assieme a Teti) dopo che questo fu gettato dall'Olimpo dalla madre Hera. Eurinome e Teti lo allattarono sulle rive del fiume che circondava la terra (Oceano).
Pausania scrive che gli abitanti di Figaleia (una città dell'Arcadia) credevano che Eurinome fosse un nome relativo ad Artemide e che solo una volta all'anno commemoravano il giorno in cui raccolsero Efesto aprendo il santuario a lei dedicato, ma aggiunge che se lo Xoanon a lei dedicato la raffigurava con il corpo di pesce al posto delle gambe, era di sicuro figlia di Oceano e viveva nel mare, quindi non poteva essere come Artemide.
Pausania conferma ancora che questa divinità fosse collegata alle acque poiché scrive anche che era venerata alla confluenza dei fiumi Neda e Lymas.

### L'omonimia
La sua omonima (e moglie di Ofione) è una titanide definita "regina dei cieli". Oltre alla comune origine divina, un'altra similitudine tra i due personaggi è il "cadere nel fiume Oceano" che per questo personaggio consiste nella caduta di Efesto dopo che fu gettato da Hera, mentre la sua omonima cade con il marito dopo che entrambi furono sconfitti da Crono e Rea. 

Genealogicamente però, non possono essere la stessa persona in quanto una titanide è figlia di Urano mentre un'oceanina è figlia di Oceano.
Robert Graves fa invece di Eurinome e Ofione i protagonisti del "mito pelasgico della creazione", emersi dal Caos, mito che egli attribuisce ad una società matriarcale pre-ellenica.